# Société des autoroutes du Nord et de l'Est de la France
SANEF (Société des autoroutes du Nord et de l'Est de la France) est une société concessionnaire d'autoroutes française fondée en 1963 et contrôlée par la société espagnole Abertis, filiale de la holding italienne Mundys S.p.A. du groupe Benetton.

## Histoire
La société SANEF a été créée le 25 novembre 1963 comme société d'économie mixte, sous la dénomination Société des autoroutes du Nord de la France. Son premier président fut le préfet René Chopin.
Le 14 décembre 2005, le gouvernement français décide la cession de la SANEF au groupe espagnol Abertis qui devient effective le 3 février 2006. La société Holding d'infrastructures de transport (HIT), qui réunit autour d'Abertis la Caisse des dépôts, Predica, le groupe Axa, la Société foncière, financière et de participations (FFP) et CNP Assurances, acquiert ce jour-là, auprès de l'État et de l'établissement public Autoroutes de France, 75,65 % des actions de SANEF pour un prix par action de 58 euros, soit un total de 4,03 milliards d'euros pour cette participation.
Depuis 2006, la SANEF détient aussi la concession avec Eiffage de l'autoroute A65 Langon - Pau au sein du groupement A'lienor. En 2022, Eiffage en détiendra la totalité.
La société SANEF est présidée par Alain Minc de 2012 à 2023, puis par Anne-Marie Idrac depuis 2024, et dirigée par Arnaud Quémard depuis février 2018.
En janvier 2017, Abertis acquiert la participation de la Caisse des dépôts dans SANEF pour 491 millions d'euros, faisant monter sa participation de 52,55 % à 63 %. En mars 2017, Abertis fait monter sa participation dans SANEF de 63 % à 72,6 % pour 446 millions d'euros, en rachetant la participation d'Axa. Durant le même mois de mars, Abertis annonce l'acquisition de la participation dans la Sanef de Predica, qui est de l'ordre de 15 à 17 %, pour entre 700 et 800 millions d'euros, dans le but de monter sa participation à près 90 %. En avril 2017, Abertis annonce l’acquisition de la participation de 5,1 % de la holding FFP dans SANEF pour 238 millions d'euros. En avril 2017, Abertis acquiert pour 238 millions d'euros la participation de CNP, faisant passer sa participation à 100 % dans SANEF. Au total, ses acquisitions de 2017 dans SANEF ont coûté 2,1 milliards d'€uros.
Au printemps 2018, la société italienne Atlantia S.p.A. filiale du groupe Benetton lance une OPA amicale sur le groupe espagnol Abertis. Après une contre OPA du groupe espagnol ACS (Acivitades de Construccion y Servicios S.A.), un accord est conclu débouchant sur la constitution d'une nouvelle société Abertis Holdco S.A. dont Atlantia détient 50 % du capital plus 1 action, ACS 30% et Hochtief 20% moins 1 action, société qui, à travers sa filiale Abertis Participaciones S.A.U. détient 98,7 % du groupe Abertis. La prise de contrôle d'Abertis par Atlantia S.p.A. est effective depuis le 29 octobre 2018.

## Activité

### Réseau

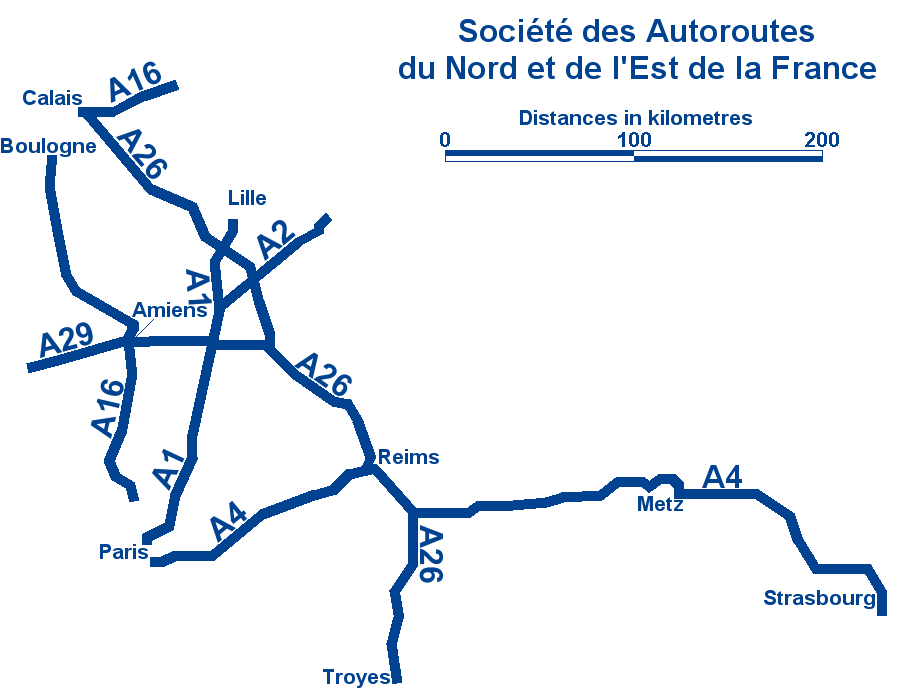
Réseau d'autoroutes du groupe Sanef.

Le groupe Sanef gère 2 063 km de réseau principalement dans le nord et l'est de la France. Le groupe emploie 2 500 personnes. Il s'agit du troisième réseau autoroutier de France par sa longueur et du quatrième réseau autoroutier d'Europe.
Ce réseau comporte :
- L'A1 (Paris - Lille) via Arras
- L'A2 (A1 (Peronne) - Valenciennes - Frontière belge (A7 vers Bruxelles)
- L'A4 (Paris - Strasbourg) via Reims et Metz
- L'A16 de Boulogne-sur-Mer au nord de Paris
- L'A26 de Calais à Troyes-nord, via Reims
- L'A29 de Neufchâtel-en-Bray à Saint-Quentin via Amiens.

La Société des autoroutes Paris-Normandie, Bip&Go et Alis, sont des filiales de Sanef.
Le bail de ses concessions autoroutières expire à partir du 31 décembre 2032.Rapport 2024
Sanef réalise en 2016 un chiffre d'affaires de 1,2 Milliard d'euros.

### Lobbying
Sanef déclare à la Haute Autorité pour la transparence de la vie publique exercer des activités de lobbying en France pour un montant qui n'excède pas 300 000 euros sur l'année 2018.
Sanef est membre de l'Association des sociétés françaises d'autoroutes.